# Poceirão e Marateca
Poceirão e Marateca (oficialmente, União das Freguesias de Poceirão e Marateca)  é uma freguesia portuguesa do município de Palmela, com 282,05 km² de área e 8811 habitantes (censo de 2021). A sua densidade populacional é 31,2 hab./km².

## História
Foi criada aquando da reorganização administrativa de 2012/2013,  resultando da agregação das antigas freguesias de Poceirão e Marateca.

## Demografia
A população registada nos censos foi:
| Distribuição da População por Grupos Etários | Distribuição da População por Grupos Etários | Distribuição da População por Grupos Etários | Distribuição da População por Grupos Etários | Distribuição da População por Grupos Etários |
| -------------------------------------------- | -------------------------------------------- | -------------------------------------------- | -------------------------------------------- | -------------------------------------------- |
| Ano                                          | 0-14 Anos                                    | 15-24 Anos                                   | 25-64 Anos                                   | > 65 Anos                                    |
| 2001                                         | 1281                                         | 1075                                         | 4269                                         | 1265                                         |
| 2011                                         | 1334                                         | 910                                          | 4507                                         | 1731                                         |
| 2021                                         | 1065                                         | 952                                          | 4494                                         | 2300                                         |

À data da junção das freguesias, a população registada no censo anterior foi:
| Freguesia atual                             | Freguesia atual  | Freguesia atual | Freguesias antigas | Freguesias antigas | Freguesias antigas |
| Freguesia                                   | População (2011) | Área (km²)      | Freguesia          | População (2011)   | Área (km²)         |
| ------------------------------------------- | ---------------- | --------------- | ------------------ | ------------------ | ------------------ |
| União das Freguesias de Poceirão e Marateca | 8482             | 282,05          | Poceirão           | 4758               | 147,07             |
| União das Freguesias de Poceirão e Marateca | 8482             | 282,05          | Marateca           | 3724               | 103,37             |